# Julia Mikhailovna Lezhneva
Julia Mikhaylovna Lezhneva (tiếng Nga: Юлия Михайловна Лежнева; sinh ngày 5 tháng 12 năm 1989) là một ca sĩ opera và nghệ sĩ độc tấu giọng nữ cao người Nga, chuyên biểu diễn các tác phẩm về giọng nữ cao và giọng nữ nữ trung của thế kỷ 18 và đầu thế kỷ 19. Cô từng là học trò của các nghệ sĩ Tamara Cherkasova, Irina Zhurina, Elena Obraztsova, Dennis O'Neill và Yvonne Kenny.